# Elbrus (komputer)

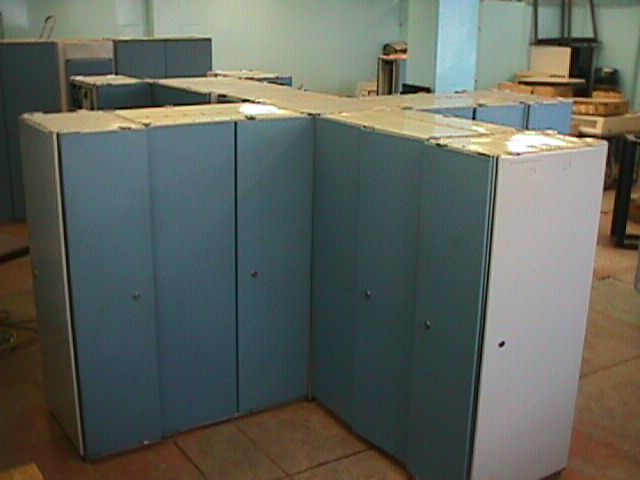
Elbrus 3-1 (1994)

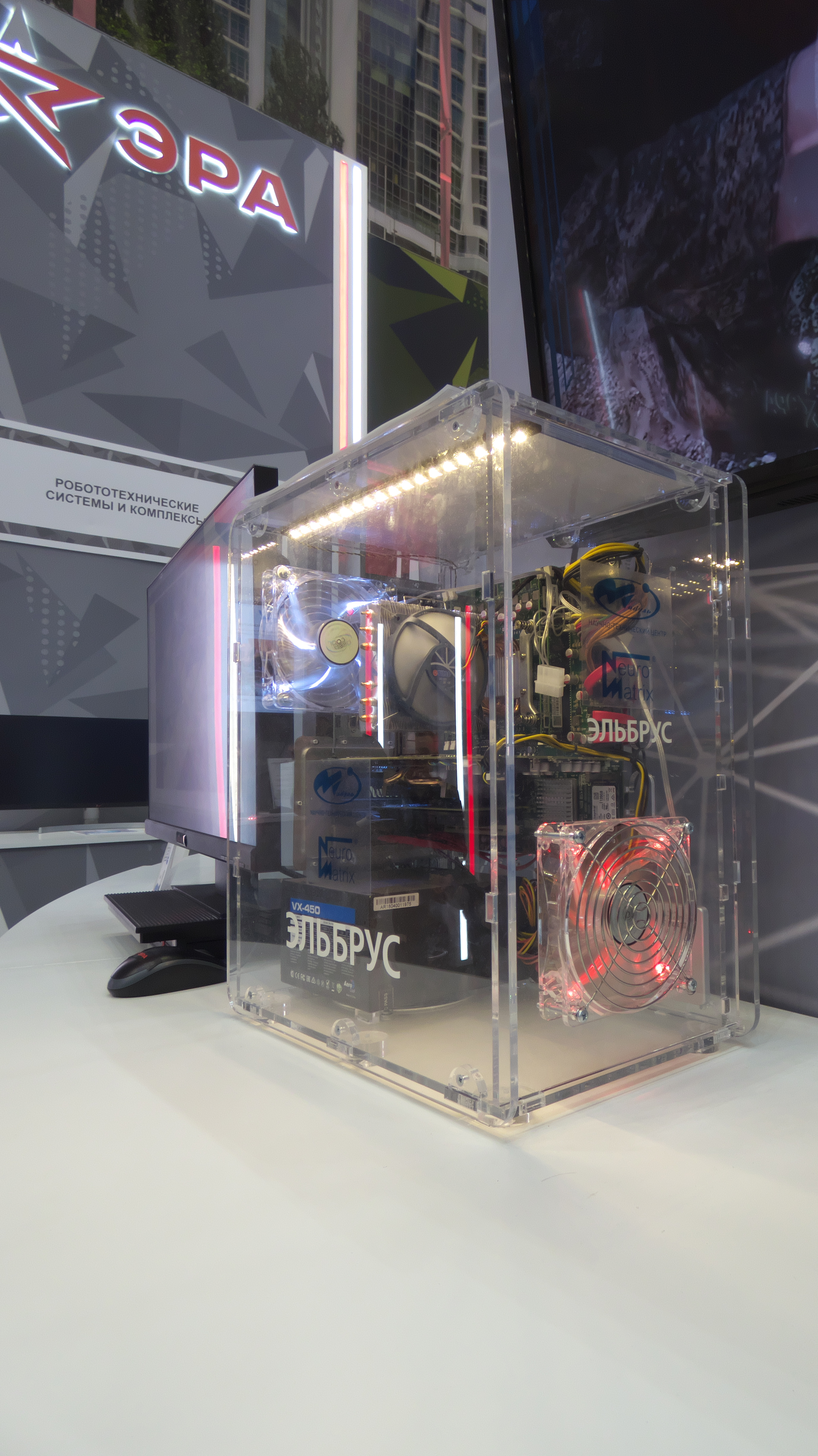
Komputer osobisty na wystawie „Armia-2022”

Elbrus (ros. Эльбрус) – seria najpierw radzieckich, a później rosyjskich komputerów, opracowana przez Instytut Mechaniki Precyzyjnej i Techniki Komputerowej, będący częścią Akademii Nauk ZSRR. Obecnie rozwijana przez Moscow Center of SPARC Technologies.

## Superkomputery radzieckie
Pierwszy komputer z serii, Elbrus-1, był produkowany w latach 1978-1979 i zaznaczył się w historii informatyki jako pierwszy komputer superskalarny. Główny projektant komputera, Boris Babajan, porównywał architekturę jego procesora do wyprodukowanego 18 lat później Pentium Pro. Prace nad dwuprocesorową odmianą zostały ukończone w 1986 roku. Gotowy superkomputer zainstalowano w Estonii. Pracami kierował Wsiewołod Burcew.
Prace nad Elbrusem-2 rozpoczęły się w 1978 roku. Prototypy zaczęły działać w 1984 roku, a produkcję na pełną skalę rozpoczęto w 1987 roku. Architektura była podobna do poprzedniego modelu, ale zastosowano szybsze układy ECL. Do 1992 roku wyprodukowano 200 procesorów, ale większość jednostek posiadała więcej niż jeden procesor – w 1989 roku ze 100 wyprodukowanych procesorów połowa była zainstalowana w systemach 10-procesorowych.
W 1985, pod kierownictwem Babajana, rozpoczęły się prace nad Elbrusem-3, komputerem opartym na zupełnie odmiennej od poprzednich modeli architekturze VLIW. Prototypy powstały w 1986 roku. W 1992, we współpracy z Sun Microsystems, powstała firma Moscow Center of SPARC Technologies, która miała na podstawie tego modelu zaprojektować komputery kompatybilne z architekturą SPARC.

## Prywatyzacja
W 1992 rozpoczął się proces prywatyzacji instytutu. Poza MCST, współpracującym z Sun Microsystems, w 1997 powstała firma Elbrus International.
W 1999 Elbrus ogłosił swoje prace nad komputerem Elbrus 2000 – odmianą Elbrusa-3 na jeden układ scalony. Miał on być trzykrotnie szybszy od projektowanego ówcześnie przez firmę Intel procesora Merced. Firmie nie udało się jednak zebrać środków potrzebnych na produkcję prototypu. Babajan mówił, że potencjalni inwestorzy „boją się konkurować z Intelem”.

## XXI wiek
W 2004 roku firma Elbrus International została wykupiona przez Intela, a jej prezes, Babajan, został jego pracownikiem.
Prace nad procesorami opartymi na architekturze Elbrus kontynuowało MCST. Pierwsze komputery, które weszły do produkcji seryjnej, powstały w latach 10. XXI wieku. W 2014 roku do produkcji seryjnej wszedł procesor Elbrus-4S, oparty na wcześniejszym Elbrusie-2S+, który jednak nie wszedł do masowej produkcji. Kompletny komputer osobisty oparty na tym procesorze, Elbrusie 401-PC, wszedł do produkcji w 2015 roku.
Elbrus-4S posiada cztery rdzenie taktowane zegarem 800 MHz. Zastosowano kontroler pamięci DDR3, a moc obliczeniowa wynosi 50 GFLOPS. Procesor wykonano w procesie 60 nm i może on wykonywać programy dla architektury Elbrus 2000 i x86-64. Obsługuje autorską dystrybucję Linuksa Elbrus OS i, w trybie x86, system Microsoft Windows.
Kolejnym modelem był Elbrus-8S. Pierwsze prototypy powstały w końcu 2014 roku, a komputer oparty na tym procesorze, Elbrusie 801-PC, wszedł do produkcji w 2017 roku. Procesor jest produkowany w procesie 22 nm i posiada 8 rdzeni taktowanych zegarem 1,3 GHz. Oferuje wydajność 250 GFLOPS i obsługuje to samo oprogramowanie co poprzednik.